# 31031 Altiplano
31031 Altiplano este un asteroid din centura principală de asteroizi.

## Descriere
31031 Altiplano este un asteroid din centura principală de asteroizi. A fost descoperit pe 18 aprilie 1996 la Observatorul La Silla de Eric Walter Elst. Asteroidul prezintă o orbită caracterizată de o semiaxă mare de 2,45 ua, o excentricitate de 0,16 și o înclinație de 2,8° în raport cu ecliptica.